# Аврора Лільєнрот
Клара Аврора Лільєнрот (7 червня 1772 — 28 лютого 1836), також неправильно згадувана як Шарлотта Лільєрот) — шведська вчена . Одна з небагатьох жінок XVIII століття, які відвідували та закінчили гімназію (1788) до того, як її офіційно відкрили для жінок, і привернула увагу до себе та проблеми через своє унікальне становище.

## Життєпис
Аврора Лільенрот народилася 1772 року в Вісінгсьо у Швеції . Вона була донькою професора Свена Петера Лільенрота (1743—1801), викладача гімназії Візінгсе, та Гедвіг Маріани Рудебек (пом. 1779). Ліленрот була прийнята ученицею після того, як вона успішно склала іспит, де вона підтвердила високі академічні знання з природничих наук та латини . Її батько також зазначив, що раніше у цьому закладі освіти були студентки. Її офіційно зарахували до гімназії у Вісінгсе 8 грудня 1780 року. Того ж терміну вона виступила з публічною промовою перед школою та кількома іншими важливими гостями про повернення шведського короля Густава III із закордонної подорожі та про народження кронпринца. Її становище як учениці гімназії було унікальним для її статі, і тому привернуло увагу преси. Про її промову на святкуванні дня народження наслідного принца в 1781 році, про її промову у віршах про народження молодшого сина короля в 1782 році та про її промову у віршах про святкування дня народження наслідного принца в 1786 році писали в тодішній пресі.
2 листопада 1788 року Аврора Лільєнрот виступила з дипломною доповіддю французькою мовою та закінчила «всі науки» з найвищими відзнаками та рекомендацією, що вона має здатність «пояснити як Корнеліум, так і Овідія з більшою легкістю та глибшим розумінням латинської мови, ніж інші студенти».
Як особистість, Аврору Лільєнрот описували як сором'язливу та інтровертну, і, як повідомляється, їй не подобалася увага, яку вона привертала. Її стосунки з батьком описувалися як напружені, оскільки він, як повідомляється, нехтував увагою до нею в сім'ї та виставляв її як «парадну ляльку» на публіці. Зайва увага до неї, разом із сучасними упередженнями проти навчання жінок, мала вплинути на неї та її погляди проти освічених жінок. У власних паперах вона писала: «Розумна жінка турбується про свою репутацію, але боїться слави». Коли її включили до енциклопедії про жінок, вона була дуже стурбована, і коли її запитували, чи є вона «вченою мадемуазель Лільєнрот», вона зазвичай відповідала, що остання була її нині покійною сестрою.
Після закінчення школи Аврора Лільєнрот доглядала за господарством свого батька. Під час перебування у Векше вона познайомилася з Андерсом Енестрьомом із маєтку Лессебо (пом. 1824), з яким одружилася 14 травня 1798 року. В шлюбі народилося п'ятеро дітей, хоча її подальше життя було анонімним. Вона померла в лютому 1836 році в Рамсберзі, Швеція на 64-му році життя.
Аврора Лільєнрот була включена до енциклопедії Карла Вестріна: «Försök till en historia öfver namnkunniga men i synnerhet lärda fruntimmer» (Спроби історії відомих, але особливо вчених жінок) у 1793 році.
Аврора Лільєнрот втім була не єдиним із цих винятків. Урсула Агрікола зі Страсбурга та Марія Йона Пальмгрен з Гренни були прийняті до гімназії Visingsö у 1644 та 1645 роках, відповідно. Гедвіг Елеонорі Клінгенстієрні дозволили читати лекції латинською мовою в гімназії Лінчепінга, а Еріці Лейбман (1738—1803) — доньці професора Лундського університету дозволили відвідувати заняття, і вона стала широко відомою як у Швеції, так й в інших країнах як «вчена пані». Першою офіційною шведською студенткою університету після того, як шведські заклади освіти були офіційно відкриті для жінок, була Бетті Петтерссон у 1871 році.